# Blaise Agüera y Arcas
Blaise Agüera y Arcas (nascido em 1975) é um engenheiro de software, arquiteto de software e designer estadunidense, vice-presidente de Pesquisa no Google Research, uma divisão do Google focado em avançar o estado da arte em inteligência artificial e tecnologia de computação – é composto por uma equipe multidisciplinar de pesquisadores em matemática, ciência da computação, estatística, física, dentre outros. Entre as contribuições públicas da equipe estão MobileNets, Federated Learning, Coral e muitos recursos de inteligência artificial para Android e Google Pixel.
Antes do Google, ele era um Engenheiro Distinto na Microsoft e foi o arquiteto do Bing Mapas e do Bing Mobile.